# Kozo Arai
Kozo Arai (荒井 公三, Arai Kozo, Etajima, 24 oktober 1950) is een Japans voormalig voetballer die als middenvelder speelde.

## Clubcarrière
In 1966 ging Arai naar de Hiroshima Technical High School, waar hij in het schoolteam voetbalde. Nadat hij in 1968 afstudeerde, ging Arai spelen voor Furukawa Electric. Met deze club werd hij in 1976 kampioen van Japan. Arai veroverde er in 1976 de Beker van de keizer en in 1977 de JSL Cup. In 10 jaar speelde hij er 124 competitiewedstrijden en scoorde 17 goals. Arai beëindigde zijn spelersloopbaan in 1978.

## Japans voetbalelftal
Kozo Arai debuteerde in 1970 in het Japans nationaal elftal en speelde 47 interlands, waarin hij 4 keer scoorde.

## Statistieken
| Japans voetbalelftal | Japans voetbalelftal | Japans voetbalelftal |
| Jaar                 | Wed.                 | Dlp.                 |
| -------------------- | -------------------- | -------------------- |
| 1970                 | 6                    | 0                    |
| 1971                 | 4                    | 0                    |
| 1972                 | 8                    | 2                    |
| 1973                 | 5                    | 0                    |
| 1974                 | 5                    | 1                    |
| 1975                 | 3                    | 1                    |
| 1976                 | 15                   | 0                    |
| 1977                 | 1                    | 0                    |
| Totaal               | 47                   | 4                    |